# Rio Mutum (vattendrag i Brasilien, Mato Grosso)
Rio Mutum är ett vattendrag i Brasilien.   Det ligger i delstaten Mato Grosso, i den centrala delen av landet, 800 km väster om huvudstaden Brasília.
Omgivningarna runt Rio Mutum är huvudsakligen savann. Trakten runt Rio Mutum är nära nog obefolkad, med mindre än två invånare per kvadratkilometer.